# سیوله سیمون
سیوله سیمون (انگلیسی: Seule Simeon؛ زادهٔ ۱۰ اکتبر ۱۹۷۰) سیاستمدار اهل وانواتو است. وی از ۶ ژوئیه ۲۰۲۲ تا ۲۳ ژوئیه ۲۰۲۲ رئیس‌جمهور موقت وانواتو بود.